# Lars Wollin (språkvetare)
Lars Wollin, född 1942, är en svensk språkvetare.
Wollin blev filosofie kandidat i latin och nordiska språk 1970 och filosofie doktor i nordiska språk 1981, bägge vid Lunds universitet. Han utnämndes till docent vid Göteborgs universitet 1988. Perioden 1981–2002 var han verksam på olika befattningar vid universiteten i Göteborg, Lund och Uppsala innan han 2002 utnämndes till professor i svenska språket vid Åbo Akademi. Hans viktigaste forskningsområden där var svenskans historia och översättningsteori. Han blev emeritus 2008. Wollin är ledamot av Kungliga Humanistiska Vetenskapssamfundet i Uppsala samt hedersledamot av Svenska litteratursällskapet i Finland.
År 2022 tilldelades Wollin Margit Påhlsons pris av Svenska Akademien.